# Liččhaviové
Liččhaviové byl lid, který někdy v průběhu 6.–5. století př. n. l. osídlil severní břeh řeky Gangy v místech dnešního Biháru. Liččhaviové se později usídlili v Nepálu v údolí Káthmándú, kde se přibližně mezi lety 400–750 nacházelo „království Liččhaviů“. Rané buddhistické texty představují Liččhavie jako vládnoucí indický rod v době Gautamy Buddhy. Jazyk Liččhavijů byl sanskrt.
Liččhaviové měli za svého působení v Indii mocný vliv, i když netvořili samostatnou mahádžanapadu. Patřili však pravděpodobně ke konfederaci osmi klanů, které tvořily zemi Vrdždži. Liččhaviové byli z nich nejmocnější, proto je někdy země Vrdždži označována jako „země Liččhaviů“. O jejich mocném vlivu svědčí mimo jiné skutečnost, že když si Čandragupta I. či Bimbisára vzali liččhavijskou princeznu, získali věnem důležitá území (Čandragupta I. měl dostat území Magadhy a Bimbisára Vaišálí, hlavní město Vrdždži).
Patrně poté, co Liččhaviové ztratili v Indii politickou moc, odešli do Nepálu. V čele Liččhaviů stál maháradža (doslova „velký král“) podporovaný hlavním „ministrem“, který měl na starosti armádu a ostatní ministry. K nejznámějším Liččhaviům patří král Anšuvarman a jeho dcera Bhrkutí Déví.